# Västra Nuollajaure
Västra Nuollajaure är en sjö i Arjeplogs kommun i Lappland och ingår i Skellefteälvens huvudavrinningsområde. Sjön har en area på 0,181 kvadratkilometer och ligger 482 meter över havet. Sjön avvattnas av vattendraget Rutsabäcken (Kvarnbäcken).

## Delavrinningsområde
Västra Nuollajaure ingår i det delavrinningsområde (729145-159610) som SMHI kallar för Ovan 729406-159363. Medelhöjden är 482 meter över havet och ytan är 10,85 kvadratkilometer. Det finns inga avrinningsområden uppströms utan avrinningsområdet är högsta punkten. Rutsabäcken (Kvarnbäcken) som avvattnar avrinningsområdet har biflödesordning 2, vilket innebär att vattnet flödar genom totalt 2 vattendrag innan det når havet efter 266 kilometer. Avrinningsområdet består mestadels av skog (42 procent) och sankmarker (54 procent). Avrinningsområdet har 0,18 kvadratkilometer vattenytor vilket ger det en sjöprocent på 1,6 procent.